# Experience (album, The Prodigy)
Experience je debutové album britské skupiny The Prodigy. Bylo vydáno 28. září 1992 pod XL Recordings a v britské hitparádě se nejlépe umístilo na 12. místě. 19. července 2001 vydal Liam Howlett v USA pod nakladatelstvím Elektra dvoudiskovou verzi Experience, rozšířenou na hrací dobu 116 minut a 22 sekund. Autorem všech skladeb je Liam Howlett.

## Obsah
Mnoho ze skladeb bylo na tomto albu vydáno z předchozích singlů a skladba č. 12 z předchozí EP What Evil Lurks.

### Experience
1. „Jericho“ – 3:42
2. „Music Reach (1/2/3/4)“ – 4:12
3. „Wind It Up“ – 4:33
4. „Your Love (Remix)“ – 5:30
5. „Hyperspeed (G-Force Part 2)“ – 5:16
6. „Charly (Trip into Drum and Bass Version)“ – 5:12
7. „Out of Space“ – 4:57
8. „Everybody in the Place (155 and Rising)“ – 4:10
9. „Weather Experience“ – 8:06
10. „Fire (Sunrise Version)“ – 4:57
11. „Ruff in the Jungle Bizness“ – 5:10
12. „Death of the Prodigy Dancers (Live)“ – 3:43

### Experience Expanded, disk 2
1. „Your Love“ – 6:02
2. „Ruff in the Jungle Bizness (Uplifting Vibes Remix)“ – 4:16
3. „Charly (Alley Cat Remix)“ – 5:21
4. „Fire (Edit)“ – 3:24
5. „We Are the Ruffest“ – 5:18
6. „Weather Experience (Top Buzz Remix)“ – 6:53
7. „Wind It Up (Rewound)“ – 6:21
8. „G-Force, Pt. 1 (Energy Flow)“ – 5:23
9. „Crazy Man“ – 4:05
10. „Out of Space (Techno Underworld Remix)“ – 4:44
11. „Everybody in the Place (Fairground Remix)“ – 5:07
12. „Android“ – 5:04 (UK bonus track)
13. „Out of Space (Live From Pukkelpop 2005)“ – 3:27 (bonusová skladba)

## Sestava
- Liam Howlett – klávesy, produkce, zvukař
- Alex Garland – obal
- Simone – zpěv
- Maxim Reality – zpěv